# Pałac Selderów we Wrocławiu
Pałac Selderów – dawny pałac miejski znajdujący się na rogu ulicy Kazimierza Wielkiego 45 i ulicy św. Doroty we Wrocławiu.

## Historia pałacu

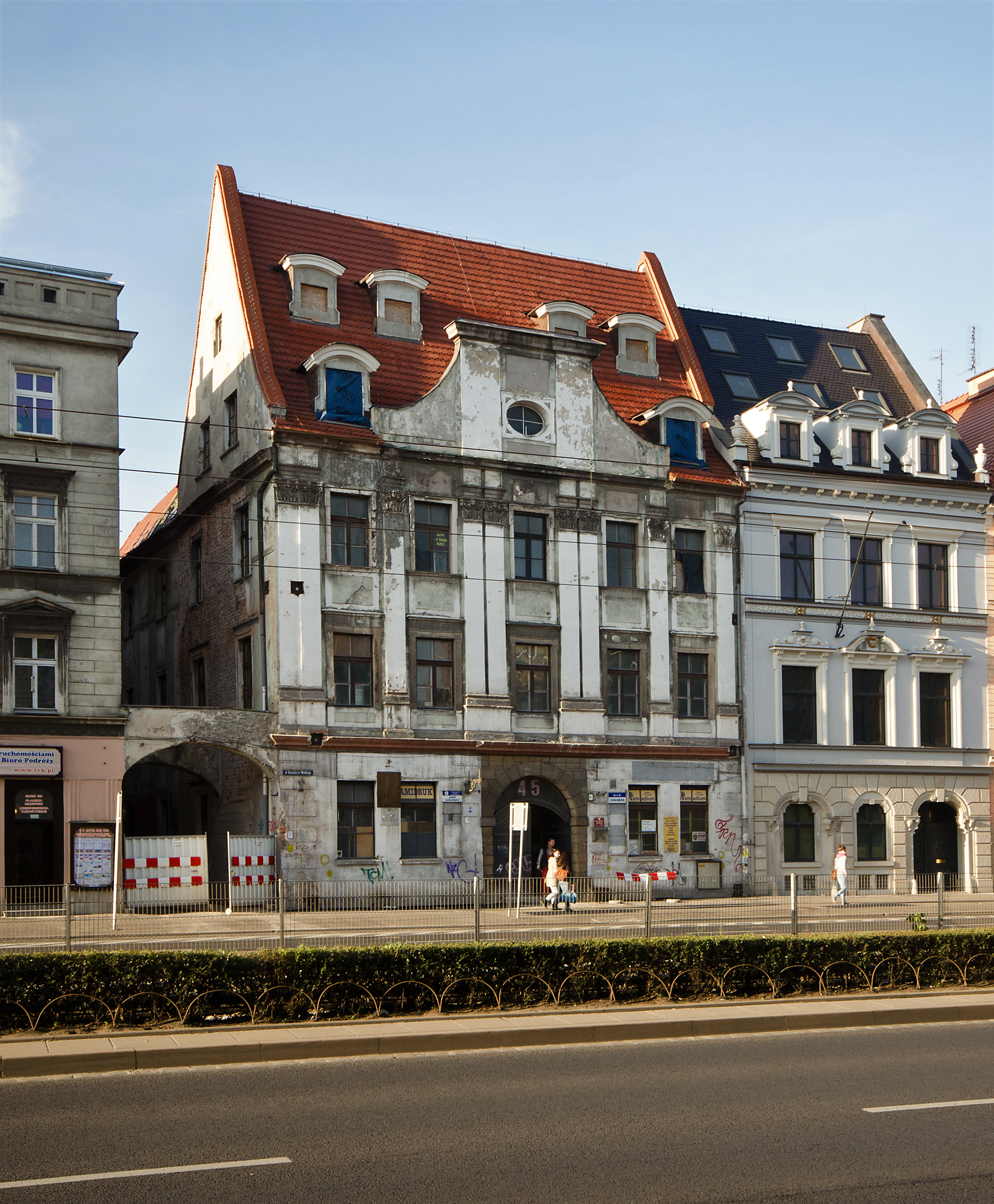
Kamienica przed 2014 rokiem

Pierwszy, trzykondygnacyjny, jednotraktowy narożny budynek na działce został wzniesiony w średniowieczu; jego gotyckie pozostałości znajdują się w części piwnicznej obecnego budynku. Na XVI wiecznych planach, głównie na planie Barthela Weihnera, z tego okresu, widoczny jest budynek z dachem kalenicowym zwróconym ku ulicy. Po 1708 roku posesje wraz z budynkiem zakupiła austriacka rodzina szlachecka von Selder: w 1726 roku należała do Marii Clary von Selder. Około 1730 roku dokonano gruntownej przebudowy budynku lub jego ponownego wzniesienia z wykorzystaniem wcześniejszych murów. Powstały wówczas trzykondygnacyjny, trójskrzydłowy, dwutraktowy budynek, wzniesiony na planie litery "C" posiadał dodatkowo jednotraktową oficynę tylną oraz dwukondygnacyjne wschodnie skrzydło. 
Pod koniec XVIII wieku, prawdopodobnie za sprawą ówczesnej właścicielki Marii Clary von Selder, rozbudowano skrzydło wschodnie oraz uformowano barokowy dwukondygnacyjny szczyt. W osi centralnej pięcioosiowej elewacji pałacu znajdował się boniowany portal. Część parterowa fasady była boniowana. Pierwszą kondygnację od parteru oddzielał gzyms. Nad nim, prostokątne okna na kolejnych dwóch kondygnacjach, oddzielały koryncko-kompozytowe pilastry w wielkim porządku, zdwojonymi po bokach osi środkowej i na narożniku północno-wschodnim. Pilastry podtrzymują wysunięty gzyms koronujący. W części środkowej umieszczony został szczyt ze spływami z lukarną pomiędzy parą lizen. Elewacja od strony ul. św. Doroty jest dziwięcioosiowa i podzielona została pasami tynku ze skromnym portalem.
W budynku, w części piwnicznej i parterowej zachowały się sklepienia kolebkowe z lunetami. Do zachodniej części tylnej elewacji dobudowano wówczas czterobiegową klatkę schodową połączoną z otwartymi drewnianymi galeriami łączącymi dom frontowy z oficynami.
W 1863 podniesiono skrzydło boczne o jedną kondygnację, a w części parterowej od strony frontowej wykonano dwie duże witryny. W 1939 odnowiono elewację budynku.

## Po 1945
Podczas działań wojennych w 1945 roku budynek nieznacznie uległ uszkodzeniu. W latach 1958–1960 lub 1960–1962 dokonano gruntownego remontu, głównie pomieszczeń wewnątrz budynku, przystosowując pałac do funkcji biurowej. Autorami adaptacji i remontu budynku byli Edmund Małachowicz i Jerzy Misiewicz. Wybudowano nową klatkę schodową likwidując galerie wokół dziedzińca. W budynku swoją siedzibę ma Dolnośląska Izba Lekarska a pałac Selderów znany był jako Dom Lekarza. W latach 2007–2013 wykonano kolejny remont budynku; odnowiono elewację, zakryto dachem patio na dziedzińcu oraz odnowiono pomieszczenia, w których prócz dotychczasowego najemcy swoją siedzibę ma Sąd Lekarski i Rzecznik Odpowiedzialności Zawodowej. Przebudowę kamienicy zaprojektowało biuro Mazur Arquitectos & Ingenieros Asociados. Podczas prac remontowych odkryto na tyłach budynku ponad 500 letni piec, brukowaną posadzkę łaźni i ogromną latrynę.